# 한국전 참전 용사 기념비

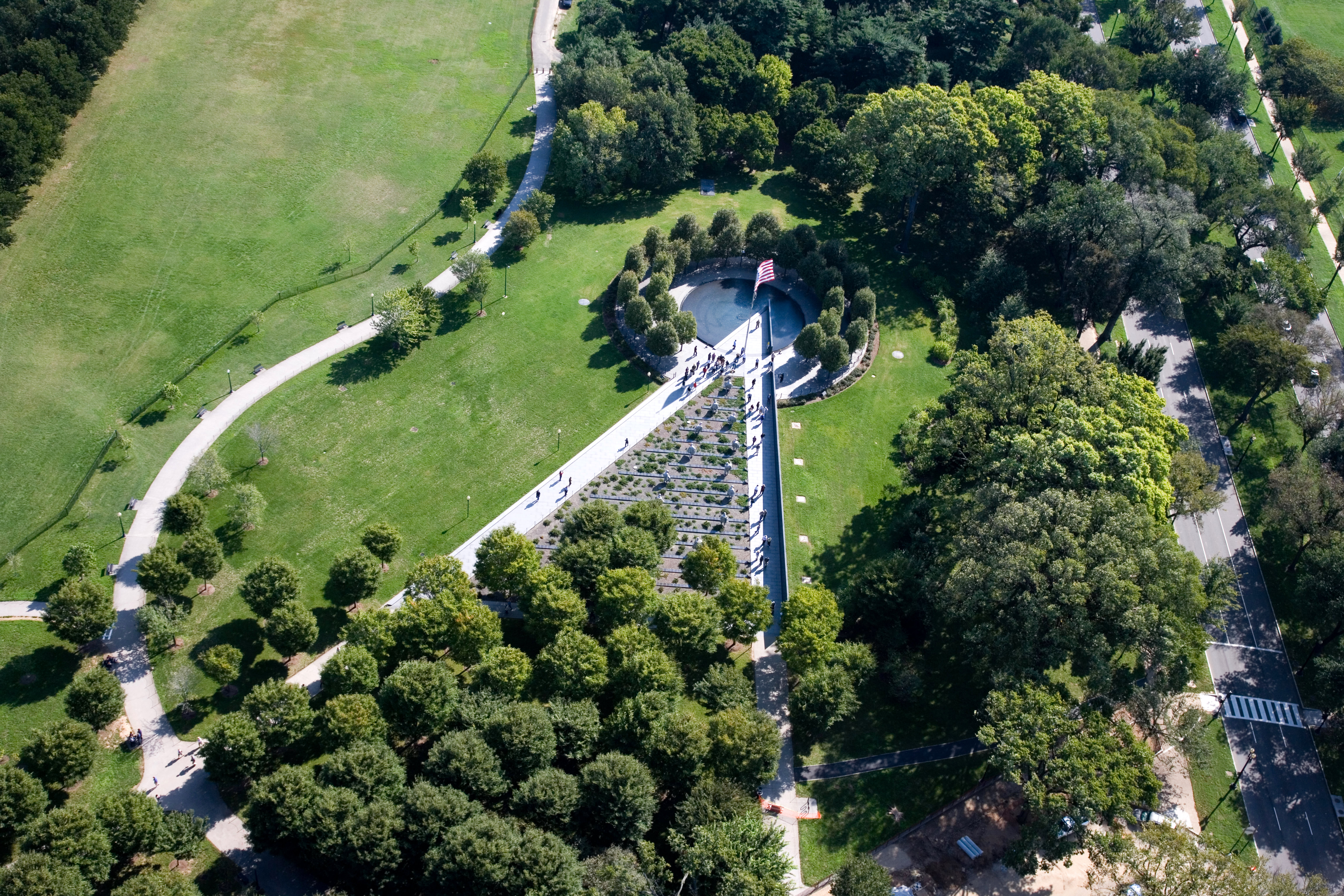
상공에서 바라본 기념비

한국전 참전 용사 기념비(韓國戰參戰勇士紀念碑, 영어: Korean War Veterans Memorial)는 한국전쟁에 참전한 미국군을 기리기 위하여 세운 현충시설이다. 미국 워싱턴D.C.에 있는 내셔널 몰의 서쪽에 있는 링컨 기념관에서 가까운 동남쪽에 있다. 3각형 모양으로 둘러싼 화강암 벽에 모래분사(Sandblast)로 한국전쟁 당시 기록된 2,500개의  사진 영상을 새겨놓았고 추운 겨울 전쟁터에서 정찰중인 군인병사의 모습을 스테인레스강으로 만든 19개의 조각상으로 보여 주고 있다. 이곳에는 검은 화강암 벽으로 둘러싼 지름 30 피트 (9m)의 얕은 풀이 있다. 화강암 비문에는 한국 전쟁에서 전사, 부상, 실종, 전쟁 포로의 숫자가 기록되어 있으며 기념비 남쪽에는 한국의 나라꽃인 무궁화가  3 거루 심겨저 있다. 또 다른 화강암 벽에는 은색으로  "평화는 거저 주어지는 것이 아니다(Freedom is Not Free)"라는 간단한 메시지가 새겨 있다.

## 같이 보기
- 부산 재한유엔기념공원(유엔기념공원)
- 한국전쟁 기념공원 일람
- 아이언 마이크(영어판)